# Computer Assisted Telephone Interview

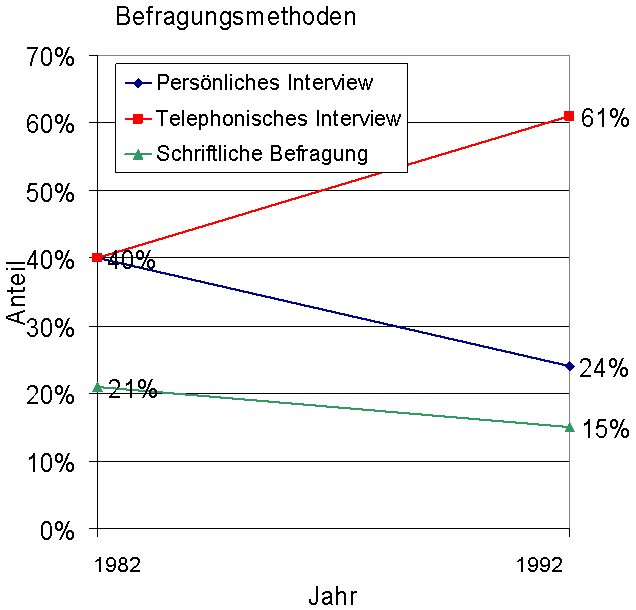
Häufigkeit von genutzten Methoden in der Schweiz

Computer Assisted Telephone Interview (CATI) bezeichnet die Unterstützung eines telefonischen Interviews mit Hilfe des Computers. Dies geschieht in verschiedenen technischen Teilbereichen, vor allem in der Marktforschung.

## Umsetzung des Fragebogens
Der Fragebogen, der meistens als Text(datei) vorliegt, wird in ein Computerprogramm umgesetzt. Die Interviewer führen dann die Interviews am Bildschirm durch, und das Fragebogenprogramm (CATI-Programm) präsentiert Frage für Frage am Bildschirm. Der Interviewer gibt die Antwort ein. Die gesamte Ablauflogik des Fragebogens wird durch das Computerprogramm umgesetzt.

## Verwaltung aller anzurufenden Telefonnummern (Adressen)
Wenn in kurzer Zeit viele Personen befragt werden sollen, ist eine stringente Wiedervorlageverwaltung der Telefonnummern unverzichtbar. Angerufene Nummern können besetzt sein, die gesuchte Person kann gerade nicht zu Hause sein oder ein Interviewpartner unterbricht das Interview und bittet um Fortsetzung zwei Tage später. Alle diese Ereignisse müssen stets genau protokolliert und verarbeitet werden, damit zur richtigen Minute diese Telefonnummer erneut angerufen und einem Interviewer an den Bildschirm gebracht wird. Bei internationalen Projekten ist dabei auch noch die Zeitverschiebung zu beachten. In CATI-Systemen erledigt diese Verwaltung eine Komponente des Gesamtsystems.

## Ersatz oder Betreiben der Telefonanlage
Das CATI-System implementiert entweder selbst die nötige Telefontechnik, zumindest aber steuert es eine vorhandene Telefonanlage und nimmt von dieser die Antwortmeldungen entgegen und protokolliert sie. Die Adressverwaltung (Komponente 2) erkennt, dass eine Telefonnummer anzurufen ist. Die Telefonkomponente führt den Wählbefehl aus, stellt ggf. die Verbindung mit der Interviewkomponente her und/oder gibt das Ergebnis des Wählversuches an die Adressverwaltung zurück. Ist z. B. besetzt, dann wird dies sofort an die Adressverwaltung zurückgemeldet und diese kann den nächsten Anrufversuch zeitlich planen.

## Monitoring des Telefonstudios durch die Supervisoren (Telefonchefs)
Die Monitorkomponente ermöglicht es dem Supervisor (Aufsichtsperson, auch Telefonchef genannt) auf seinem Bildschirm jederzeit den gesamten Studiobetrieb zu überwachen. Auf verschiedenen Fenstern wird angezeigt, wer an welchem Bildschirm sitzt, wo welches Projekt bearbeitet wird, wie viele Interviews pro Projekt bereits durchgeführt wurden. Über eine Sehen- und Hören-Funktion kann sich der Supervisor auf einen Interviewerplatz aufschalten und das Interview in Echtzeit in Ton und Bild mitverfolgen. Liegt eine Genehmigung des Angerufenen nicht vor, ist das Mithören eines telefonischen Interviews allerdings regelmäßig wegen eines unzulässigen Eingriffs in die Vertraulichkeit des gesprochenen Wortes rechtswidrig oder sogar nach § 201 StGB strafbar.

## Projektstatistik
Die Kennzahlen der Status der verschiedenen Projekte werden in Tabellen- und Chartform aufbereitet. So kann zum Beispiel der Projektleiter täglich eine Statistik der aktuellen Adressenlage aufbereiten, die Verteilung der Interviewzeiten ermitteln oder Kennzahlen für die Interviewerperformance errechnen. Die Projektstatistik befasst sich nicht mit den im Projekt erhobenen Daten der Befragung. Sie wertet vielmehr lediglich Informationen über die Projektabwicklung aus.

## Unterstützen der Software-Entwicklung
Darunter versteht man die Programmier-Umgebung für die Fragebogenentwickler (z. B. Editor, Debugger, Testtreiber, Laufzeitumgebung) und die Software zur Aufbereitung der erfassten Daten zum Zwecke der Übergabe an Tabellier- und Auswerteprogramme. Zur Implementierung von Fragebögen werden meist spezielle Programmiersprachen verwendet, die nur für genau diese Anwendung optimiert wurden.

## Sprachenunterstützung
Diese Komponente hilft, ein Fragebogenprogramm so zu übersetzen, dass die natürlichsprachlichen Teile des Fragebogens in die neue Zielsprache gebracht werden, ohne dass die Syntax des Fragebogenprogrammes dadurch beeinträchtigt wird. Einem Programmskelett (der Syntax) wird gewissermaßen eine neue Haut (die Interviewsprache) übergezogen.
Nicht alle CATI-Systeme weisen alle diese Komponenten auf und manche verfügen auch noch über zusätzliche Module. CATI ist aber in jedem Fall mehr als nur ein programmierter Fragebogen.

## Stichproben
Die Ermittlung von Stichproben kann beim CATI über das sog. RLD-Verfahren erfolgen. Aber auch Stichproben aus rein (in öffentlichen Verzeichnissen) gelisteten Telefonnummern oder erweitert um ein Mobiltelefonnummern-Boost – um auch Haushalten ohne Festnetz die Teilnahme zu ermöglichen – sind üblich. Dennoch leidet die Repräsentativität der Stichprobe darunter, dass nur Menschen mit Zugang zu einem Telefon befragt werden können.